# Estádio Municipal Benedito Therézio de Carvalho Júnior
O Estádio Municipal Benedito Therézio de Carvalho Júnior, mais conhecido como Ditão é um estádio de futebol localizado na cidade de Canoinhas, estado de Santa Catarina, pertence à Prefeitura Municipal, que é aonde manda os jogos o Nação Esportes Canoinhas que disputa o Campeonato Catarinense de Futebol - Série B. Depois de algumas reformas, chegou a atual capacidade de 5.000 pessoas.